# 六氟合钒(III)酸铵
六氟合钒(III)酸铵是一种配位化合物，化学式为(NH4)3[VF6]。

## 制备及性质
将氟化氢铵、三氧化二钒和硫代硫酸铵置于水中，加入少量氢氟酸，于180 °C进行水热反应，可以得到(NH4)3VF6晶体。三氧化二钒和氟化氢铵直接反应也能得到(NH4)3VF6。
它可以被二氟化氙氧化为(NH4)3VF8。它在250~450 °C分解，经(NH4)2VF5、NH4VF4，最终得到三氟化钒。